# Ш
Ш, ш（称呼为шэ, še）是一个广泛用在斯拉夫语言、突厥语言等语言的西里尔字母。形狀可追溯至腓尼基字母𐤔 。

## 字母的次序
在俄语字母中排第26位，在白俄罗斯语字母中排第27位，在乌克兰语字母中排第29位，在保加利亚语字母中排第25位，在塞尔维亚语字母中排第30位，在马其顿语字母中排第31位。

## 音值
通常为/ʃ/或/ʂ/。

## 字符编码
| 字符编码 | Unicode | ISO 8859-5 | KOI-8 | GB 2312 | HKSCS |
| -------- | ------- | ---------- | ----- | ------- | ----- |
| 大写Ш    | U+0428  | C8         | FB    | A7BA    | C84D  |
| 小写ш    | U+0448  | E8         | DB    | A7EA    | C86E  |

## 外部連結
- 维基词典中的词条「Ш」
- 维基词典中的词条「ш」
- Буква Ш （页面存档备份，存于） на сайте graphemica.com
- Буква ш （页面存档备份，存于） на сайте graphemica.com
- Michael Everson, David Birnbaum, Ralph Cleminson, Ivan Derzhanski, Vladislav Dorosh, Alexej Kryukov, Sorin Paliga, Klaas Ruppel.  (PDF). 2007-03-21  [2017-10-11]. （原始内容存档 (PDF)于2019-06-14）. （英文）